# Marco Odino
Marco Odino (Genova, 25 giugno 1958) è un musicista italiano.

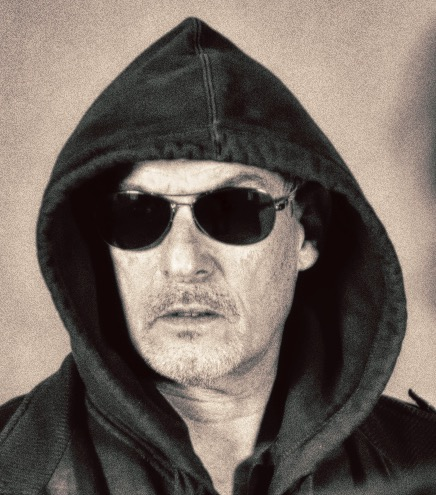
Marco Odino

Fondatore con Pivio del gruppo new wave Scortilla di cui si ricorda l'hit Fahrenheit 451. Collabora come giornalista al quotidiano Il Lavoro dal 1980 al 1984, anno in cui entra a Radio Monte Carlo, con l'incarico di condurre programmi di spiccato taglio rock e di critica musicale, tra cui Radio Ciak, Glasnost, Jumbo. Inviato speciale al Festival di Cannes e alla Mostra del Cinema di Venezia. Con il cambio di proprietà di Radio Monte Carlo lascia la radio e il Principato di Monaco alla fine del 1990. Tornato a Genova, negli anni successivi si occupa di musica elettronica, di video, di colonne sonore e di teatro come autore di testi e musiche (Tempo Non Lineare - 2007; God Save The Punk - 2008; Modifiche al Silenzio - 2008; OrizzonTale - 2010; Trilogia del Nulla - 2011).
In occasione del quarantesimo anniversario del primo concerto degli Scortilla, il 24 febbraio 2020 torna alla ribalta discografica con Pivio e pubblica il nuovo album Fahrenheit 999 a nome della storica band new wave.
Tra i primi in Italia ad impiegare l’Intelligenza Artificiale nella composizione: in Elusion (2023) estende l’impiego di ChatGPT nella creazione del concept delle liner notes dell’album, di Midjourney nella ideazione delle immagini relative ai brani e di varie A.I. nella costruzione musicale, per poi passare nel successivo Werk ohne Autor (Opera senza Autore, 2023) a teorizzare una composizione in cui l'artista diventa allo stesso tempo creatore e non autore della propria musica, creando un interessante cortocircuito creativo. Da un lato l'uso dell'Intelligenza Artificiale consente di espandere i confini della creatività ed esplorare nuovi territori musicali d’altro canto può sollevare interrogativi profondi sulla natura dell’autenticità artistica e sull’identità dell’artista stesso. Questo processo sfida le tradizionali convenzioni dell’arte e apre nuove prospettive sulla natura della paternità e della creatività nell’era digitale creando una profonda riflessione sulla natura dell'arte e sul processo creativo.

### Filmografia
- Crollo nervoso. La New Wave Italiana degli Anni Ottanta, regia di Pierpaolo De Iulis (2008)
- Nothin' at All , regia di Matteo Malatesta (2021)
- Musicanti con la Pianola , regia di Matteo Malatesta (2024)